# 孔宪
孔宪，字执道，北宋兖州曲阜县（今山东省曲阜市）人，孔子四十四代孙，文宣公孔仁玉（曲阜孔氏中兴祖）的次子，文宣公孔宜之弟。
宋太宗太平興國二年（977年）孔宪進士及第，官至工部員外郎、知浚儀縣。《孔子世家谱》称他是宋太祖建隆初年进士及第，官至工部員外郎、河东转运使。有一子孔延之。